# Campeonato Paulista de Futebol Sub-17 de 2014
O Campeonato Paulista de Futebol Sub-17 de 2014, foi uma competição amadora organizada pela Federação Paulista de Futebol (FPF). Disputada entre 19 de abril e 29 de novembro.
O Santos se sagrou campeão, após vencer de virada o rival Palmeiras na final. Com esse resultado a equipe do litoral conquistou seu quinto título da competição.

## Regulamento
O Campeonato Paulista Sub-17 será disputado por 81 (oitenta e um) clubes. Na primeira fase os clubes jogarão dentro dos respectivos grupos em turno e returno, classificando-se para a segunda fase o campeão e o vice em cada grupo e também os 10(dez) melhores terceiros colocados, independente do grupo que pertença. Na segunda fase os 32 (trinta e dois) clubes classificados se enfrentarão em turno e returno os adversários do mesmo grupo, sendo agora 8 (oito) grupos com 4 (quatro) equipes cada, apenas o campeão e o vice avançam para a próxima fase. A partir da terceira fase, os clubes entram no mata-mata, disputarão confrontos de ida e volta contra outros adversários e o time que tiver maior desempenho estará classificado para a fase seguinte. O mando de campo será decido pela campanha das equipes em todas as fases, ou seja, computados os pontos desde a primeira fase.

### Critérios de desempate
Acontecendo igualdade no número de pontos entre dois ou mais clubes, aplicam-se sucessivamente, os seguintes critérios técnicos de desempate: 
1. Maior número de vitórias;
2. Maior saldo de gols;
3. Maior número de gols marcados;
4. Menor número de cartões vermelhos recebidos;
5. Menor número de cartões amarelos recebidos;
6. Sorteio público na sede da FPF.

1º - Entende-se por melhor campanha, o maior número de pontos ganhos acumulados por determinado clube, seguindo, se necessário, a ordem de critérios de desempate, considerando-se todas as fases do torneio.

## Equipes Participantes
| Equipe                   | Cidade                  | Títulos                     |
| ------------------------ | ----------------------- | --------------------------- |
| Água Santa               | Diadema                 | 0 (não possui)              |
| América-SP               | São José do Rio Preto   | 0 (não possui)              |
| Américo                  | Américo Brasiliense     | 0 (não possui)              |
| Amparo                   | Amparo                  | 0 (não possui)              |
| Assisense                | Assis                   | 0 (não possui)              |
| Atibaia                  | Atibaia                 | 0 (não possui)              |
| Atlético Araçatuba       | Araçatuba               | 0 (não possui)              |
| Bariri                   | Bariri                  | 0 (não possui)              |
| Barretos                 | Barretos                | 0 (não possui)              |
| Batatais                 | Batatais                | 0 (não possui)              |
| Botafogo-SP              | Ribeirão Preto          | 1 (2003)                    |
| Bragantino               | Bragança Paulista       | 0 (não possui)              |
| Brasília                 | Águas de Lindóia        | 0 (não possui)              |
| Corinthians              | São Paulo               | 4 (2002, 2005, 2007 e 2013) |
| Desportivo Brasil        | Porto Feliz             | 1 (2012)                    |
| Diadema                  | Diadema                 | 0 (não possui)              |
| ECUS                     | Suzano                  | 0 (não possui)              |
| Ferroviária              | Araraquara              | 0 (não possui)              |
| Grêmio Novorizontino     | Novo Horizonte          | 0 (não possui)              |
| Grêmio Prudente          | Presidente Prudente     | 0 (não possui)              |
| Guarani                  | Campinas                | 0 (não possui)              |
| Guarujá                  | Guarujá                 | 0 (não possui)              |
| Guarulhos                | Guarulhos               | 0 (não possui)              |
| Guaçuano                 | Mogi Guaçu              | 0 (não possui)              |
| Itapirense               | Itapira                 | 0 (não possui)              |
| Independente-SP          | Limeira                 | 0 (não possui)              |
| Inter de Bebedouro       | Bebedouro               | 0 (não possui)              |
| Inter de Limeira         | Limeira                 | 0 (não possui)              |
| Ituano                   | Itu                     | 0 (não possui)              |
| Jabaquara                | Santos                  | 0 (não possui)              |
| Juventus-SP              | São Paulo               | 1 (1998)                    |
| Lemense                  | Leme                    | 0 (não possui)              |
| Marília                  | Marília                 | 0 (não possui)              |
| Mauaense                 | Mauá                    | 0 (não possui)              |
| Mirassol                 | Mirassol                | 0 (não possui)              |
| Monte Azul               | Monte Azul Paulista     | 0 (não possui)              |
| Nacional-SP              | São Paulo               | 0 (não possui)              |
| Noroeste                 | Bauru                   | 0 (não possui)              |
| Nova Odessa              | Nova Odessa             | 0 (não possui)              |
| Olímpia                  | Olímpia                 | 0 (não possui)              |
| Osasco                   | Osasco                  | 0 (não possui)              |
| Osvaldo Cruz             | Osvaldo Cruz            | 0 (não possui)              |
| Palmeiras                | São Paulo               | 1 (2011)                    |
| Palmeirinha              | Porto Ferreira          | 0 (não possui)              |
| Paulínia                 | Paulínia                | 0 (não possui)              |
| Paulista                 | Jundiaí                 | 1 (2000)                    |
| Penapolense              | Penápolis               | 0 (não possui)              |
| Ponte Preta              | Campinas                | 0 (não possui)              |
| Portuguesa               | São Paulo               | 0 (não possui)              |
| Portuguesa Santista      | Santos                  | 0 (não possui)              |
| Presidente Prudente      | Presidente Prudente     | 0 (não possui)              |
| Primavera                | Indaiatuba              | 0 (não possui)              |
| Red Bull Brasil          | Campinas                | 0 (não possui)              |
| Rio Branco               | Americana               | 0 (não possui)              |
| Rio Preto                | São José do Rio Preto   | 0 (não possui)              |
| Santacruzense            | Santa Cruz do Rio Pardo | 0 (não possui)              |
| Santo André              | Santo André             | 0 (não possui)              |
| Santos                   | Santos                  | 4 (1994, 2001, 2004 e 2010) |
| Sertãozinho              | Sertãozinho             | 0 (não possui)              |
| Social Esportiva Vitória | Hortolândia             | 0 (não possui)              |
| Sumaré                   | Sumaré                  | 0 (não possui)              |
| Suzano                   | Suzano                  | 0 (não possui)              |
| São Bento                | Sorocaba                | 0 (não possui)              |
| São Bernardo             | São Bernardo do Campo   | 0 (não possui)              |
| EC São Bernardo          | São Bernardo do Campo   | 0 (não possui)              |
| São Caetano              | São Caetano do Sul      | 0 (não possui)              |
| São Carlos               | São Carlos              | 0 (não possui)              |
| São José                 | São José dos Campos     | 0 (não possui)              |
| São José dos Campos      | São José dos Campos     | 0 (não possui)              |
| São Paulo                | São Paulo               | 3 (1991, 1995 e 2006)       |
| São Vicente              | São Vicente             | 0 (não possui)              |
| Taboão da Serra          | Taboão da Serra         | 0 (não possui)              |
| Tanabi                   | Tanabi                  | 0 (não possui)              |
| Taquaritinga             | Taquaritinga            | 0 (não possui)              |
| Taubaté                  | Taubaté                 | 0 (não possui)              |
| Tupã                     | Tupã                    | 0 (não possui)              |
| União São João           | Araras                  | 0 (não possui)              |
| União Barbarense         | Santa Bárbara d'Oeste   | 0 (não possui)              |
| União Mogi               | Mogi Guaçu              | 0 (não possui)              |
| Velo Clube               | Rio Claro               | 0 (não possui)              |
| XV de Jaú                | Jaú                     | 0 (não possui)              |

## Primeira Fase

### Grupo 01
*Santacruzense desistiu do Campeonato

### Grupo 02
| Pos | Equipes            | Pts | J  | V | E | D  | GP | GC | SG  |
| --- | ------------------ | --- | -- | - | - | -- | -- | -- | --- |
| 1º  | Novorizontino      | 27  | 12 | 8 | 3 | 1  | 26 | 7  | +19 |
| 2º  | Penapolense        | 20  | 12 | 5 | 5 | 2  | 13 | 6  | +7  |
| 3º  | Mirassol           | 18  | 12 | 5 | 3 | 4  | 15 | 12 | +3  |
| 4º  | Atlético Araçatuba | 18  | 12 | 5 | 3 | 4  | 11 | 14 | -3  |
| 5º  | Rio Preto          | 18  | 12 | 4 | 6 | 2  | 11 | 8  | +3  |
| 6º  | Tanabi             | 10  | 12 | 2 | 4 | 6  | 9  | 16 | -7  |
| 7º  | América-SP         | 2   | 12 | 0 | 2 | 10 | 5  | 27 | -22 |

| Pos | Equipes            | Pts | J  | V  | E | D  | GP | GC | SG  |
| --- | ------------------ | --- | -- | -- | - | -- | -- | -- | --- |
| 1º  | Botafogo-SP        | 39  | 14 | 13 | 0 | 1  | 42 | 7  | +35 |
| 2º  | Monte Azul         | 29  | 14 | 9  | 2 | 3  | 46 | 17 | +29 |
| 3º  | Sertãozinho        | 23  | 14 | 7  | 2 | 5  | 22 | 20 | +2  |
| 4º  | Batatais           | 23  | 14 | 6  | 5 | 3  | 25 | 14 | +11 |
| 5º  | Inter de Bebedouro | 13  | 14 | 4  | 1 | 9  | 21 | 30 | -9  |
| 6º  | Olímpia            | 13  | 14 | 4  | 1 | 9  | 20 | 32 | -12 |
| 7º  | Taquaritinga[a]    | 12  | 14 | 4  | 0 | 10 | 15 | 36 | -21 |
| 8º  | Barretos           | 9   | 14 | 2  | 3 | 9  | 15 | 50 | -35 |

| Pos | Equipes     | Pts | J  | V | E | D  | GP | GC | SG  |
| --- | ----------- | --- | -- | - | - | -- | -- | -- | --- |
| 1º  | Ferroviária | 31  | 14 | 9 | 4 | 1  | 41 | 13 | +28 |
| 2º  | Américo     | 29  | 14 | 9 | 2 | 3  | 33 | 15 | +18 |
| 3º  | São Carlos  | 27  | 14 | 8 | 3 | 3  | 31 | 10 | +21 |
| 4º  | Velo Clube  | 25  | 14 | 8 | 1 | 5  | 24 | 17 | +7  |
| 5º  | Noroeste    | 24  | 14 | 6 | 6 | 2  | 28 | 11 | +17 |
| 6º  | XV de Jaú   | 7   | 14 | 1 | 4 | 9  | 12 | 35 | -23 |
| 7º  | Palmeirinha | 7   | 14 | 1 | 4 | 9  | 12 | 39 | -27 |
| 8º  | Bariri      | 4   | 14 | 0 | 4 | 10 | 14 | 55 | -41 |

| Pos | Equipes          | Pts | J  | V  | E | D  | GP | GC | SG  |
| --- | ---------------- | --- | -- | -- | - | -- | -- | -- | --- |
| 1º  | Guarani          | 36  | 14 | 11 | 3 | 0  | 38 | 12 | +26 |
| 2º  | Independente-SP  | 35  | 14 | 11 | 2 | 1  | 37 | 16 | +21 |
| 3º  | Brasilis[b]      | 25  | 14 | 8  | 1 | 5  | 34 | 13 | +21 |
| 4º  | Inter de Limeira | 23  | 14 | 7  | 2 | 5  | 34 | 22 | +12 |
| 5º  | União São João   | 19  | 14 | 6  | 1 | 7  | 25 | 35 | -10 |
| 6º  | Itapirense       | 14  | 14 | 5  | 1 | 8  | 19 | 24 | -5  |
| 7º  | EC Lemense       | 5   | 14 | 2  | 0 | 12 | 12 | 42 | -30 |
| 8º  | Guaçuano         | 3   | 14 | 1  | 0 | 13 | 11 | 46 | -35 |

| Pos | Equipes          | Pts | J  | V  | E | D  | GP | GC | SG  |
| --- | ---------------- | --- | -- | -- | - | -- | -- | -- | --- |
| 1º  | Ponte Preta      | 34  | 14 | 10 | 4 | 0  | 37 | 13 | +24 |
| 2º  | Red Bull Brasil  | 30  | 14 | 9  | 3 | 2  | 46 | 12 | +34 |
| 3º  | Paulista         | 25  | 14 | 7  | 4 | 3  | 42 | 18 | +24 |
| 4º  | Paulínia         | 21  | 14 | 7  | 0 | 7  | 25 | 23 | +2  |
| 5º  | União Barbarense | 19  | 14 | 6  | 1 | 7  | 20 | 36 | -16 |
| 6º  | Rio Branco-SP    | 13  | 14 | 3  | 4 | 7  | 14 | 37 | -23 |
| 7º  | Bragantino       | 7   | 14 | 3  | 4 | 7  | 19 | 29 | -10 |
| 8º  | Amparo           | 1   | 14 | 0  | 1 | 13 | 7  | 42 | -35 |

| Pos | Equipes                  | Pts | J  | V | E | D | GP | GC | SG  |
| --- | ------------------------ | --- | -- | - | - | - | -- | -- | --- |
| 1º  | Desportivo Brasil        | 28  | 12 | 9 | 1 | 2 | 36 | 9  | +27 |
| 2º  | Ituano                   | 27  | 12 | 8 | 3 | 1 | 29 | 12 | +17 |
| 3º  | Sumaré                   | 21  | 12 | 6 | 3 | 3 | 25 | 19 | +6  |
| 4º  | São Bento                | 18  | 12 | 5 | 3 | 4 | 18 | 10 | +8  |
| 5º  | Social Esportiva Vitória | 11  | 12 | 3 | 2 | 7 | 17 | 38 | -21 |
| 6º  | Primavera                | 8   | 12 | 1 | 5 | 6 | 13 | 27 | -14 |
| 7º  | Nova Odessa              | 3   | 12 | 0 | 3 | 9 | 5  | 28 | -23 |

| Pos | Equipes         | Pts | J  | V  | E | D  | GP | GC | SG  |
| --- | --------------- | --- | -- | -- | - | -- | -- | -- | --- |
| 1º  | São Paulo       | 32  | 12 | 10 | 2 | 0  | 34 | 4  | +30 |
| 2º  | Diadema         | 19  | 12 | 5  | 4 | 3  | 16 | 8  | +8  |
| 3º  | Osasco          | 18  | 12 | 5  | 3 | 4  | 20 | 14 | +6  |
| 4º  | Juventus-SP     | 18  | 12 | 5  | 3 | 4  | 17 | 15 | +2  |
| 5º  | Portuguesa      | 15  | 12 | 4  | 3 | 5  | 14 | 14 | 0   |
| 6º  | Água Santa      | 11  | 12 | 3  | 2 | 7  | 12 | 18 | -6  |
| 7º  | Taboão da Serra | 4   | 12 | 1  | 1 | 10 | 6  | 46 | -40 |

| Pos | Equipes     | Pts | J  | V | E | D | GP | GC | SG  |
| --- | ----------- | --- | -- | - | - | - | -- | -- | --- |
| 1º  | Corinthians | 28  | 12 | 9 | 1 | 2 | 34 | 8  | +26 |
| 2º  | São Caetano | 23  | 12 | 7 | 2 | 3 | 17 | 12 | +5  |
| 3º  | Nacional-SP | 20  | 12 | 6 | 2 | 4 | 23 | 12 | +10 |
| 4º  | Guarulhos   | 16  | 12 | 5 | 1 | 6 | 18 | 18 | 0   |
| 5º  | Santo André | 13  | 12 | 3 | 4 | 5 | 14 | 23 | -9  |
| 6º  | Atibaia     | 11  | 12 | 3 | 3 | 6 | 15 | 20 | -5  |
| 7º  | Mauaense    | 3   | 12 | 2 | 1 | 9 | 8  | 35 | -27 |

| Pos | Equipes             | Pts | J  | V  | E | D  | GP | GC | SG  |
| --- | ------------------- | --- | -- | -- | - | -- | -- | -- | --- |
| 1º  | Santos              | 31  | 12 | 10 | 1 | 1  | 60 | 8  | +52 |
| 2º  | Portuguesa Santista | 21  | 12 | 6  | 3 | 3  | 29 | 24 | +5  |
| 3º  | Jabaquara           | 20  | 12 | 6  | 2 | 4  | 22 | 25 | -3  |
| 4º  | São Bernardo        | 19  | 12 | 6  | 1 | 5  | 28 | 18 | +10 |
| 5º  | São Vicente         | 17  | 12 | 6  | 3 | 3  | 20 | 14 | +6  |
| 6º  | EC São Bernardo     | 7   | 12 | 2  | 1 | 9  | 8  | 32 | -24 |
| 7º  | Guarujá             | -2  | 12 | 0  | 1 | 11 | 10 | 56 | -46 |

| Pos | Equipes             | Pts | J  | V  | E | D | GP | GC | SG  |
| --- | ------------------- | --- | -- | -- | - | - | -- | -- | --- |
| 1º  | Palmeiras           | 33  | 12 | 11 | 0 | 1 | 61 | 9  | +52 |
| 2º  | União Mogi          | 24  | 12 | 7  | 3 | 2 | 18 | 12 | +6  |
| 3º  | São José dos Campos | 24  | 12 | 7  | 3 | 2 | 18 | 13 | +5  |
| 4º  | ECUS                | 12  | 12 | 3  | 6 | 6 | 12 | 20 | -8  |
| 5º  | Taubaté             | 11  | 12 | 3  | 2 | 7 | 21 | 28 | -7  |
| 6º  | Suzano              | 9   | 12 | 2  | 3 | 7 | 17 | 42 | -25 |
| 7º  | São José EC         | 5   | 12 | 1  | 2 | 9 | 12 | 35 | -23 |

| Pos. | Clube               | %   | J  | V | E | D | GP | GC | SG  | Pts |
| ---- | ------------------- | --- | -- | - | - | - | -- | -- | --- | --- |
| 1    | São José dos Campos | 66  | 12 | 7 | 3 | 2 | 18 | 13 | +5  | 24  |
| 2    | São Carlos          | 64  | 14 | 8 | 3 | 3 | 31 | 10 | +21 | 27  |
| 3    | Paulista            | 59  | 14 | 7 | 4 | 3 | 43 | 18 | +24 | 25  |
| 4    | Sumaré              | 58  | 12 | 6 | 3 | 2 | 25 | 19 | +6  | 21  |
| 5    | Nacional-SP         | 55  | 12 | 6 | 2 | 4 | 23 | 13 | +10 | 20  |
| 6    | Jabaquara           | 55  | 12 | 6 | 2 | 4 | 22 | 25 | -3  | 20  |
| 7    | Inter de Limeira    | 54  | 14 | 7 | 2 | 5 | 34 | 22 | +12 | 23  |
| 8    | Sertãozinho         | 54  | 14 | 7 | 2 | 5 | 22 | 20 | +2  | 23  |
| 9    | Osvaldo Cruz        | 50  | 10 | 5 | 0 | 5 | 16 | 13 | +3  | 15  |
| 10   | Osasco              | 50% | 12 | 5 | 3 | 4 | 20 | 14 | +6  | 18  |
| 11   | Mirassol            | 50  | 12 | 5 | 3 | 4 | 15 | 12 | +3  | 18  |

|  | Equipes classificadas à fase final |
|  | Equipes eliminadas                 |

| Pos | Equipes         | Pts | J | V | E | D | GP | GC | SG |
| --- | --------------- | --- | - | - | - | - | -- | -- | -- |
| 1º  | Red Bull Brasil | 13  | 6 | 4 | 1 | 1 | 13 | 8  | +5 |
| 2º  | Corinthians     | 13  | 6 | 4 | 1 | 1 | 10 | 6  | +4 |
| 3º  | Osasco FC       | 6   | 6 | 5 | 0 | 4 | 7  | 10 | -3 |
| 4º  | Marília         | 3   | 6 | 1 | 0 | 5 | 6  | 12 | -6 |

|                 | COR | RBB | OFC | MAC |
| --------------- | --- | --- | --- | --- |
| Corinthians     | —   | 1–1 | 4–1 | 2–1 |
| Red Bull Brasil | 2–0 | —   | 3–2 | 4–0 |
| Osasco FC       | 0–1 | 3–0 | —   | 1–0 |
| Marília         | 1–2 | 2–3 | 2–0 | —   |

| Pos | Equipes         | Pts | J | V | E | D | GP | GC | SG |
| --- | --------------- | --- | - | - | - | - | -- | -- | -- |
| 1º  | Red Bull Brasil | 13  | 6 | 4 | 1 | 1 | 13 | 8  | +5 |
| 2º  | Corinthians     | 13  | 6 | 4 | 1 | 1 | 10 | 6  | +4 |
| 3º  | Osasco FC       | 6   | 6 | 5 | 0 | 4 | 7  | 10 | -3 |
| 4º  | Marília         | 3   | 6 | 1 | 0 | 5 | 6  | 12 | -6 |

|                 | COR | RBB | OFC | MAC |
| --------------- | --- | --- | --- | --- |
| Corinthians     | —   | 1–1 | 4–1 | 2–1 |
| Red Bull Brasil | 2–0 | —   | 3–2 | 4–0 |
| Osasco FC       | 0–1 | 3–0 | —   | 1–0 |
| Marília         | 1–2 | 2–3 | 2–0 | —   |

| Pos | Equipes       | Pts | J | V | E | D | GP | GC | SG  |
| --- | ------------- | --- | - | - | - | - | -- | -- | --- |
| 1º  | Santos        | 16  | 6 | 5 | 1 | 0 | 21 | 4  | +7  |
| 2º  | Ituano        | 8   | 6 | 2 | 2 | 2 | 6  | 7  | -1  |
| 3º  | Novorizontino | 5   | 6 | 1 | 2 | 3 | 5  | 10 | -5  |
| 4º  | Osvaldo Cruz  | 4   | 6 | 1 | 1 | 4 | 5  | 16 | -11 |

|               | SAN | NOV | ITU | OSV |
| ------------- | --- | --- | --- | --- |
| Santos        | —   | 4–1 | 3–1 | 6–2 |
| Novorizontino | 0–2 | —   | 0–1 | 1–1 |
| Ituano        | 0–0 | 2–2 | —   | 1-2 |
| Osvaldo Cruz  | 0–6 | 0–1 | 0–1 | —   |

| Pos | Equipes       | Pts | J | V | E | D | GP | GC | SG  |
| --- | ------------- | --- | - | - | - | - | -- | -- | --- |
| 1º  | Santos        | 16  | 6 | 5 | 1 | 0 | 21 | 4  | +7  |
| 2º  | Ituano        | 8   | 6 | 2 | 2 | 2 | 6  | 7  | -1  |
| 3º  | Novorizontino | 5   | 6 | 1 | 2 | 3 | 5  | 10 | -5  |
| 4º  | Osvaldo Cruz  | 4   | 6 | 1 | 1 | 4 | 5  | 16 | -11 |

|               | SAN | NOV | ITU | OSV |
| ------------- | --- | --- | --- | --- |
| Santos        | —   | 4–1 | 3–1 | 6–2 |
| Novorizontino | 0–2 | —   | 0–1 | 1–1 |
| Ituano        | 0–0 | 2–2 | —   | 1-2 |
| Osvaldo Cruz  | 0–6 | 0–1 | 0–1 | —   |

| Pos | Equipes           | Pts | J | V | E | D | GP | GC | SG |
| --- | ----------------- | --- | - | - | - | - | -- | -- | -- |
| 1º  | Botafogo-SP       | 13  | 6 | 4 | 1 | 1 | 12 | 4  | +8 |
| 2º  | Diadema           | 10  | 6 | 3 | 1 | 2 | 10 | 12 | -2 |
| 3º  | Desportivo Brasil | 7   | 6 | 2 | 1 | 3 | 8  | 6  | +2 |
| 4º  | Sertãozinho       | 4   | 6 | 1 | 1 | 4 | 4  | 12 | -8 |

|                   | BOT | DBR | STZ | DIA |
| ----------------- | --- | --- | --- | --- |
| Botafogo-SP       | —   | 2–0 | 3–0 | 4–2 |
| Desportivo Brasil | 0–2 | —   | 0–0 | 5–0 |
| Sertãozinho       | 1–0 | 1–3 | —   | 0-2 |
| Diadema           | 1–1 | 1–0 | 4–2 | —   |

| Pos | Equipes           | Pts | J | V | E | D | GP | GC | SG |
| --- | ----------------- | --- | - | - | - | - | -- | -- | -- |
| 1º  | Botafogo-SP       | 13  | 6 | 4 | 1 | 1 | 12 | 4  | +8 |
| 2º  | Diadema           | 10  | 6 | 3 | 1 | 2 | 10 | 12 | -2 |
| 3º  | Desportivo Brasil | 7   | 6 | 2 | 1 | 3 | 8  | 6  | +2 |
| 4º  | Sertãozinho       | 4   | 6 | 1 | 1 | 4 | 4  | 12 | -8 |

|                   | BOT | DBR | STZ | DIA |
| ----------------- | --- | --- | --- | --- |
| Botafogo-SP       | —   | 2–0 | 3–0 | 4–2 |
| Desportivo Brasil | 0–2 | —   | 0–0 | 5–0 |
| Sertãozinho       | 1–0 | 1–3 | —   | 0-2 |
| Diadema           | 1–1 | 1–0 | 4–2 | —   |

| Pos | Equipes         | Pts | J | V | E | D | GP | GC | SG |
| --- | --------------- | --- | - | - | - | - | -- | -- | -- |
| 1º  | São Caetano     | 14  | 6 | 4 | 2 | 0 | 9  | 4  | +5 |
| 2º  | Ferroviária     | 8   | 6 | 2 | 2 | 2 | 10 | 7  | +3 |
| 3º  | Nacional-SP     | 5   | 6 | 1 | 2 | 3 | 9  | 11 | -2 |
| 4º  | Grêmio Prudente | 5   | 6 | 1 | 2 | 3 | 8  | 14 | -6 |

|                 | SCA | FER | NAC | GPR |
| --------------- | --- | --- | --- | --- |
| São Caetano     | —   | 1–0 | 2–1 | 3–1 |
| Ferroviária     | 0–0 | —   | 0–3 | 3–0 |
| Nacional-SP     | 1–2 | 2–2 | —   | 2–2 |
| Grêmio Prudente | 1–1 | 1–5 | 3–0 | —   |

| Pos | Equipes         | Pts | J | V | E | D | GP | GC | SG |
| --- | --------------- | --- | - | - | - | - | -- | -- | -- |
| 1º  | São Caetano     | 14  | 6 | 4 | 2 | 0 | 9  | 4  | +5 |
| 2º  | Ferroviária     | 8   | 6 | 2 | 2 | 2 | 10 | 7  | +3 |
| 3º  | Nacional-SP     | 5   | 6 | 1 | 2 | 3 | 9  | 11 | -2 |
| 4º  | Grêmio Prudente | 5   | 6 | 1 | 2 | 3 | 8  | 14 | -6 |

|                 | SCA | FER | NAC | GPR |
| --------------- | --- | --- | --- | --- |
| São Caetano     | —   | 1–0 | 2–1 | 3–1 |
| Ferroviária     | 0–0 | —   | 0–3 | 3–0 |
| Nacional-SP     | 1–2 | 2–2 | —   | 2–2 |
| Grêmio Prudente | 1–1 | 1–5 | 3–0 | —   |

| Pos | Equipes             | Pts | J | V | E | D | GP | GC | SG  |
| --- | ------------------- | --- | - | - | - | - | -- | -- | --- |
| 1º  | Portuguesa Santista | 11  | 6 | 3 | 2 | 1 | 8  | 2  | +6  |
| 2º  | Penapolense         | 11  | 6 | 3 | 2 | 1 | 6  | 4  | +2  |
| 3º  | Guarani             | 8   | 6 | 1 | 5 | 0 | 7  | 3  | +4  |
| 4º  | Sumaré              | 1   | 6 | 0 | 1 | 5 | 3  | 15 | -12 |

|                     | AAP | PEN | GUA | SUM |
| ------------------- | --- | --- | --- | --- |
| Portuguesa Santista | —   | 3–0 | 0–0 | 3–0 |
| Penapolense         | 1–0 | —   | 0–0 | 2–0 |
| Guarani             | 0–0 | 1–1 | —   | 5–1 |
| Sumaré              | 1–2 | 0–2 | 1–1 | —   |

| Pos | Equipes             | Pts | J | V | E | D | GP | GC | SG  |
| --- | ------------------- | --- | - | - | - | - | -- | -- | --- |
| 1º  | Portuguesa Santista | 11  | 6 | 3 | 2 | 1 | 8  | 2  | +6  |
| 2º  | Penapolense         | 11  | 6 | 3 | 2 | 1 | 6  | 4  | +2  |
| 3º  | Guarani             | 8   | 6 | 1 | 5 | 0 | 7  | 3  | +4  |
| 4º  | Sumaré              | 1   | 6 | 0 | 1 | 5 | 3  | 15 | -12 |

|                     | AAP | PEN | GUA | SUM |
| ------------------- | --- | --- | --- | --- |
| Portuguesa Santista | —   | 3–0 | 0–0 | 3–0 |
| Penapolense         | 1–0 | —   | 0–0 | 2–0 |
| Guarani             | 0–0 | 1–1 | —   | 5–1 |
| Sumaré              | 1–2 | 0–2 | 1–1 | —   |

| Pos | Equipes     | Pts | J | V | E | D | GP | GC | SG  |
| --- | ----------- | --- | - | - | - | - | -- | -- | --- |
| 1º  | Paulista    | 12  | 6 | 4 | 0 | 2 | 17 | 4  | +13 |
| 2º  | Ponte Preta | 10  | 6 | 3 | 1 | 2 | 16 | 10 | +6  |
| 3º  | Monte Azul  | 10  | 6 | 3 | 1 | 2 | 14 | 12 | +2  |
| 4º  | União Mogi  | 3   | 6 | 1 | 0 | 5 | 5  | 26 | -21 |

|             | PLT | PPT | MON | UNI |
| ----------- | --- | --- | --- | --- |
| Paulista    | —   | 1–2 | 3–0 | 7–0 |
| Ponte Preta | 0–1 | —   | 1–2 | 5–2 |
| Monte Azul  | 2–1 | 4–4 | —   | 5–1 |
| União Mogi  | 0–4 | 0–4 | 2–1 | —   |

| Pos | Equipes     | Pts | J | V | E | D | GP | GC | SG  |
| --- | ----------- | --- | - | - | - | - | -- | -- | --- |
| 1º  | Paulista    | 12  | 6 | 4 | 0 | 2 | 17 | 4  | +13 |
| 2º  | Ponte Preta | 10  | 6 | 3 | 1 | 2 | 16 | 10 | +6  |
| 3º  | Monte Azul  | 10  | 6 | 3 | 1 | 2 | 14 | 12 | +2  |
| 4º  | União Mogi  | 3   | 6 | 1 | 0 | 5 | 5  | 26 | -21 |

|             | PLT | PPT | MON | UNI |
| ----------- | --- | --- | --- | --- |
| Paulista    | —   | 1–2 | 3–0 | 7–0 |
| Ponte Preta | 0–1 | —   | 1–2 | 5–2 |
| Monte Azul  | 2–1 | 4–4 | —   | 5–1 |
| União Mogi  | 0–4 | 0–4 | 2–1 | —   |

| Pos | Equipes             | Pts | J | V | E | D | GP | GC | SG  |
| --- | ------------------- | --- | - | - | - | - | -- | -- | --- |
| 1º  | Palmeiras           | 14  | 6 | 4 | 2 | 0 | 20 | 1  | +19 |
| 2º  | São José dos Campos | 7   | 6 | 2 | 1 | 3 | 4  | 10 | -6  |
| 3º  | Inter de Limeira    | 7   | 6 | 2 | 1 | 3 | 4  | 14 | -10 |
| 4º  | Américo             | 5   | 6 | 1 | 2 | 3 | 5  | 8  | -3  |

|                     | PAL | SJC | AAI | AME |
| ------------------- | --- | --- | --- | --- |
| Palmeiras           | —   | 4–0 | 9–0 | 3–0 |
| São José dos Campos | 0–3 | —   | 1–2 | 0–0 |
| Inter de Limeira    | 0–0 | 0–1 | —   | 1–3 |
| Américo             | 1–1 | 1–2 | 0–1 | —   |

| Pos | Equipes             | Pts | J | V | E | D | GP | GC | SG  |
| --- | ------------------- | --- | - | - | - | - | -- | -- | --- |
| 1º  | Palmeiras           | 14  | 6 | 4 | 2 | 0 | 20 | 1  | +19 |
| 2º  | São José dos Campos | 7   | 6 | 2 | 1 | 3 | 4  | 10 | -6  |
| 3º  | Inter de Limeira    | 7   | 6 | 2 | 1 | 3 | 4  | 14 | -10 |
| 4º  | Américo             | 5   | 6 | 1 | 2 | 3 | 5  | 8  | -3  |

|                     | PAL | SJC | AAI | AME |
| ------------------- | --- | --- | --- | --- |
| Palmeiras           | —   | 4–0 | 9–0 | 3–0 |
| São José dos Campos | 0–3 | —   | 1–2 | 0–0 |
| Inter de Limeira    | 0–0 | 0–1 | —   | 1–3 |
| Américo             | 1–1 | 1–2 | 0–1 | —   |

| Pos | Equipes         | Pts | J | V | E | D | GP | GC | SG  |
| --- | --------------- | --- | - | - | - | - | -- | -- | --- |
| 1º  | São Paulo       | 15  | 6 | 5 | 0 | 1 | 22 | 5  | +17 |
| 2º  | Independente-SP | 15  | 6 | 5 | 0 | 1 | 18 | 3  | +15 |
| 3º  | São Carlos      | 6   | 6 | 2 | 0 | 4 | 12 | 13 | -1  |
| 4º  | Jabaquara       | 0   | 6 | 0 | 0 | 6 | 1  | 32 | -31 |

|                 | SAO | IND | SCA | JAB  |
| --------------- | --- | --- | --- | ---- |
| São Paulo       | —   | 0–2 | 6–2 | 12–0 |
| Independente-SP | 0–1 | —   | 2–1 | 6–0  |
| São Carlos      | 1–2 | 1–2 | —   | 5–0  |
| Jabaquara       | 0–1 | 0–6 | 1–2 | —    |

| Pos | Equipes         | Pts | J | V | E | D | GP | GC | SG  |
| --- | --------------- | --- | - | - | - | - | -- | -- | --- |
| 1º  | São Paulo       | 15  | 6 | 5 | 0 | 1 | 22 | 5  | +17 |
| 2º  | Independente-SP | 15  | 6 | 5 | 0 | 1 | 18 | 3  | +15 |
| 3º  | São Carlos      | 6   | 6 | 2 | 0 | 4 | 12 | 13 | -1  |
| 4º  | Jabaquara       | 0   | 6 | 0 | 0 | 6 | 1  | 32 | -31 |

|                 | SAO | IND | SCA | JAB  |
| --------------- | --- | --- | --- | ---- |
| São Paulo       | —   | 0–2 | 6–2 | 12–0 |
| Independente-SP | 0–1 | —   | 2–1 | 6–0  |
| São Carlos      | 1–2 | 1–2 | —   | 5–0  |
| Jabaquara       | 0–1 | 0–6 | 1–2 | —    |

|  | Oitavas de final    | Oitavas de final    | Oitavas de final   | Oitavas de final   |   |                 | Quartas de final              | Quartas de final              | Quartas de final              | Quartas de final              |  |                 | Semifinais         | Semifinais         | Semifinais         | Semifinais         |        |   | Final               | Final               | Final               | Final               |
|  | 11 e 18 de outubro  | 11 e 18 de outubro  | 11 e 18 de outubro | 11 e 18 de outubro |   |                 | 25 de outubro a 2 de novembro | 25 de outubro a 2 de novembro | 25 de outubro a 2 de novembro | 25 de outubro a 2 de novembro |  |                 | 8 e 15 de novembro | 8 e 15 de novembro | 8 e 15 de novembro | 8 e 15 de novembro |        |   | 22 e 29 de novembro | 22 e 29 de novembro | 22 e 29 de novembro | 22 e 29 de novembro |
|  |                     |                     |                    |                    |   |                 |                               |                               |                               |                               |  |                 |                    |                    |                    |                    |        |   |                     |                     |                     |                     |
|  | Red Bull Brasil     | 1                   | 8                  | 9                  |   |                 |                               |                               |                               |                               |  |                 |                    |                    |                    |                    |        |   |                     |                     |                     |                     |
|  | Diadema             | 0                   | 0                  | 0                  |   |                 |                               |                               |                               |                               |  |                 |                    |                    |                    |                    |        |   |                     |                     |                     |                     |
|  | Diadema             | 0                   | 0                  | 0                  |   | Red Bull Brasil | 1                             | 7                             | 8                             |                               |  |                 |                    |                    |                    |                    |        |   |                     |                     |                     |                     |
|  |                     |                     |                    |                    |   | Red Bull Brasil | 1                             | 7                             | 8                             |                               |  |                 |                    |                    |                    |                    |        |   |                     |                     |                     |                     |
|  |                     | São José dos Campos | 1                  | 2                  | 3 |                 |                               |                               |                               |                               |  |                 |                    |                    |                    |                    |        |   |                     |                     |                     |                     |
|  | São José dos Campos | São José dos Campos | 1                  | 2                  | 3 | 0               | 2                             | 2                             |                               |                               |  |                 |                    |                    |                    |                    |        |   |                     |                     |                     |                     |
|  | São José dos Campos |                     |                    |                    |   | 0               | 2                             | 2                             |                               |                               |  |                 |                    |                    |                    |                    |        |   |                     |                     |                     |                     |
|  | Portuguesa Santista | 0                   | 1                  | 1                  |   |                 |                               |                               |                               |                               |  |                 |                    |                    |                    |                    |        |   |                     |                     |                     |                     |
|  | Portuguesa Santista | 0                   | 1                  | 1                  |   |                 |                               |                               |                               |                               |  | Red Bull Brasil | 2                  | 0                  | 2                  |                    |        |   |                     |                     |                     |                     |
|  |                     |                     |                    |                    |   |                 |                               |                               |                               |                               |  | Red Bull Brasil | 2                  | 0                  | 2                  |                    |        |   |                     |                     |                     |                     |
|  |                     | Santos              | 3                  | 5                  | 8 |                 |                               |                               |                               |                               |  |                 |                    |                    |                    |                    |        |   |                     |                     |                     |                     |
|  | Ferroviária         | Santos              | 3                  | 5                  | 8 | 1               | 2                             | 3                             |                               |                               |  |                 |                    |                    |                    |                    |        |   |                     |                     |                     |                     |
|  | Ferroviária         |                     |                    |                    |   | 1               | 2                             | 3                             |                               |                               |  |                 |                    |                    |                    |                    |        |   |                     |                     |                     |                     |
|  | Santos              | 3                   | 5                  | 8                  |   |                 |                               |                               |                               |                               |  |                 |                    |                    |                    |                    |        |   |                     |                     |                     |                     |
|  | Santos              | 3                   | 5                  | 8                  |   | Santos          | 2                             | 3                             | 5                             |                               |  |                 |                    |                    |                    |                    |        |   |                     |                     |                     |                     |
|  |                     |                     |                    |                    |   | Santos          | 2                             | 3                             | 5                             |                               |  |                 |                    |                    |                    |                    |        |   |                     |                     |                     |                     |
|  |                     | Independente-SP     | 1                  | 2                  | 3 |                 |                               |                               |                               |                               |  |                 |                    |                    |                    |                    |        |   |                     |                     |                     |                     |
|  | Independente-SP     | Independente-SP     | 1                  | 2                  | 3 | 1               | 2                             | 3                             |                               |                               |  |                 |                    |                    |                    |                    |        |   |                     |                     |                     |                     |
|  | Independente-SP     |                     |                    |                    |   | 1               | 2                             | 3                             |                               |                               |  |                 |                    |                    |                    |                    |        |   |                     |                     |                     |                     |
|  | Paulista            | 1                   | 1                  | 2                  |   |                 |                               |                               |                               |                               |  |                 |                    |                    |                    |                    |        |   |                     |                     |                     |                     |
|  | Paulista            | 1                   | 1                  | 2                  |   |                 |                               |                               |                               |                               |  |                 |                    |                    |                    |                    | Santos | 1 | 2                   | 3                   |                     |                     |
|  |                     |                     |                    |                    |   |                 |                               |                               |                               |                               |  |                 |                    |                    |                    |                    |        | 1 | 2                   | 3                   |                     |                     |
|  |                     | Palmeiras           | 2                  | 1                  | 3 |                 |                               |                               |                               |                               |  |                 |                    |                    |                    |                    |        |   |                     |                     |                     |                     |
|  | Corinthians         | Palmeiras           | 2                  | 1                  | 3 | 3               | 1                             | 4                             |                               |                               |  |                 |                    |                    |                    |                    |        |   |                     |                     |                     |                     |
|  | Corinthians         |                     |                    |                    |   | 3               | 1                             | 4                             |                               |                               |  |                 |                    |                    |                    |                    |        |   |                     |                     |                     |                     |
|  | Botafogo-SP         | 1                   | 1                  | 2                  |   |                 |                               |                               |                               |                               |  |                 |                    |                    |                    |                    |        |   |                     |                     |                     |                     |
|  | Botafogo-SP         | 1                   | 1                  | 2                  |   | Corinthians     | 1                             | 0                             | 1                             |                               |  |                 |                    |                    |                    |                    |        |   |                     |                     |                     |                     |
|  |                     |                     |                    |                    |   | Corinthians     | 1                             | 0                             | 1                             |                               |  |                 |                    |                    |                    |                    |        |   |                     |                     |                     |                     |
|  |                     | Palmeiras           | 3                  | 3                  | 6 |                 |                               |                               |                               |                               |  |                 |                    |                    |                    |                    |        |   |                     |                     |                     |                     |
|  | Penapolense         | Palmeiras           | 3                  | 3                  | 6 | 0               | 0                             | 0                             |                               |                               |  |                 |                    |                    |                    |                    |        |   |                     |                     |                     |                     |
|  | Penapolense         |                     |                    |                    |   | 0               | 0                             | 0                             |                               |                               |  |                 |                    |                    |                    |                    |        |   |                     |                     |                     |                     |
|  | Palmeiras           | 2                   | 1                  | 3                  |   |                 |                               |                               |                               |                               |  |                 |                    |                    |                    |                    |        |   |                     |                     |                     |                     |
|  | Palmeiras           | 2                   | 1                  | 3                  |   |                 |                               |                               |                               |                               |  | Palmeiras       | 2                  | 2                  | 4                  |                    |        |   |                     |                     |                     |                     |
|  |                     |                     |                    |                    |   |                 |                               |                               |                               |                               |  | Palmeiras       | 2                  | 2                  | 4                  |                    |        |   |                     |                     |                     |                     |
|  |                     | São Paulo           | 1                  | 2                  | 3 |                 |                               |                               |                               |                               |  |                 |                    |                    |                    |                    |        |   |                     |                     |                     |                     |
|  | Ituano              | São Paulo           | 1                  | 2                  | 3 | 0               | 1                             | 1                             |                               |                               |  |                 |                    |                    |                    |                    |        |   |                     |                     |                     |                     |
|  | Ituano              |                     |                    |                    |   | 0               | 1                             | 1                             |                               |                               |  |                 |                    |                    |                    |                    |        |   |                     |                     |                     |                     |
|  | São Caetano         | 0                   | 1                  | 1                  |   |                 |                               |                               |                               |                               |  |                 |                    |                    |                    |                    |        |   |                     |                     |                     |                     |
|  | São Caetano         | 0                   | 1                  | 1                  |   | São Caetano     | 2                             | 1                             | 3                             |                               |  |                 |                    |                    |                    |                    |        |   |                     |                     |                     |                     |
|  |                     |                     |                    |                    |   | São Caetano     | 2                             | 1                             | 3                             |                               |  |                 |                    |                    |                    |                    |        |   |                     |                     |                     |                     |
|  |                     | São Paulo           | 3                  | 2                  | 5 |                 |                               |                               |                               |                               |  |                 |                    |                    |                    |                    |        |   |                     |                     |                     |                     |
|  | Ponte Preta         | São Paulo           | 3                  | 2                  | 5 | 0               | 1                             | 1                             |                               |                               |  |                 |                    |                    |                    |                    |        |   |                     |                     |                     |                     |
|  | Ponte Preta         |                     |                    |                    |   | 0               | 1                             | 1                             |                               |                               |  |                 |                    |                    |                    |                    |        |   |                     |                     |                     |                     |
|  | São Paulo           | 1                   | 2                  | 3                  |   |                 |                               |                               |                               |                               |  |                 |                    |                    |                    |                    |        |   |                     |                     |                     |                     |

| 22 de novembro | Palmeiras                              | 2 – 1  | Santos               | Conde Rodolfo Crespi         |
| 10:45 (UTC-3)  | Fábio Henrique 19' · Gabriel Jesus 59' | Súmula | Matheus Oliveira 14' | Árbitro: Cléber Luís Paulino |

| 29 de novembro | Santos                  | 2 – 1  | Palmeiras         | Vila Belmiro                           |
| 10:45 (UTC-3)  | Caio Henrique 31' , 49' | Súmula | Gabriel Jesus 29' | Árbitro: Rogério dos Santos Laranjeira |

| Campeonato Paulista de Futebol Sub-17 de 2014 |
| --------------------------------------------- |
| Santos Campeão (5º título)                    |

| Pos | Jogador        | Gols | Clube           |
| --- | -------------- | ---- | --------------- |
| 1   | Gabriel Jesus  | 37   | Palmeiras       |
| 2   | Nego           | 19   | Independente-SP |
| 2   | Alysson        | 19   | Red Bull Brasil |
| 2   | Claudinho      | 19   | Santos          |
| 2   | Natan          | 19   | Santos          |
| 6   | Felype Hebert  | 17   | São Paulo       |
| 7   | Fábio Henrique | 16   | Palmeiras       |
| 8   | Luiz Fernando  | 14   | Grêmio Prudente |
| 8   | Diego          | 14   | São Carlos      |
| 10  | Matheus        | 13   | Marília         |